# Edbrowse
Edbrowse — це комбінація текстового редактора, браузера та поштового клієнта, що працює у режимі командного рядка. Він не відображає файли чи вебсторінки на екрані у двовимірному вигляді; замість цього він приймає команди і виводить відповіді, подібно до командної оболонки Unix. Edbrowse був сконструйований за зразком ed, одного з найперших текстових редакторів Unix, проте в ньому передбачено набагато більше можливостей, як-от редагування багатьох файлів одночасно, а також відображення вебсторінок у текстовому вигляді. Це браузер, який працює за принципом редактора ed, тому і називається edbrowse. Ця програма була написана для сліпих користувачів, але багато зрячих  користувачів вирішили використовувати її скриптові можливості. Пакетна обробка або обробка утилітою cron може отримувати доступ до сторінок мережі Інтернет, заповнювати форми та відсилати електронну пошту без жодного людського втручання. Edbrowse може також взаємодіяти з базою даних за допомогою ODBC. Традиційна команда заміни оновлює відповідний рядок у таблиці sql, аналогічно працюють команди вставки та видалення. Цей відкритий пакет включено до декількох дистрибутивів Лінукс  та FreeBSD.

## Філософія командного рядка
Edbrowse є частиною більшої філософії, за якою редактори, браузери, поштові клієнти, таблиці та інші важливі застосунки переписані з нуля, якщо необхідно, щоб бути доступними для людей з різноманітними фізичними вадами. Такий підхід контрастує з підходом front and back ends, який модифікує чи покращує шар вводу-виводу, а сам застосунок не чіпає. Microsoft Internet Explorer, Microsoft Outlook, та Microsoft Word працюють без модифікацій, в той час як читач екрана, як-от Window-Eyes, перетворює слова чи іконку у мовлення або шрифт Брайля. Адаптер написаний один раз і обслуговується як окреме програмне забезпечення, що підтримує майже будь-який застосунок, який можна написати. В цьому є очевидні технічні переваги, і це є найбільш практичним шляхом до доступності, але певна кількість користувачів з фізичними вадами вважають користування такими інструментами неоптимальним. Зрячий користувач швидко знаходить елементи на екрані, рухаючи своїми очима, але ефективність та швидкість такого візуального інтерфейсу втрачається, коли ці рухи очей замінені мишою та читачем екрану. Редактор командного рядка, навпаки, дозволяє користувачу переходити до певного місця у файлі або вебсторінці за допомогою пошуку текстового фрагменту або регулярного виразу. Для цього потрібно більше друкувати, але на виході отримується менше інформації, що деякі люди вважають більш бажаним, коли отримана інформація проходить через лінійний канал мовлення чи шрифту Брайля.
Переписування та обслуговування цих великих та складних програм, як-от браузери, з усіма їхніми розширеннями, є важким завданням, яке отримує мало підтримки від уряду на сьогоднішній день. Тим не менш, ядро операційних систем Unix та Linux складається з утиліт командного рядка, починаючи з командної оболонки, і кілька безстраших добровольців продовжують писати та підтримувати застосунки високого рівня, такі як браузери та редактори баз даних, щоб зберігати філософію командного рядка живою.

## Історія
У 2002 році Карл Дальке написав першу версію Edbrowse на мові perl. У ній немає багатьох важливих можливостей, як-от підтримка мови JavaScript , але вона має одну значну перевагу, а саме 100% переносимість. Вона може працювати на Linux, Unix, OS X, чи Windows, за умови що встановлено perl. Таким чином, edbrowse версії 1.5.17 досі доступний сьогодні. Він більше не підтримується, але зацікавлені користувачі можуть запустити версію perl як тест, щоб побачити, чи їм подобається інтерфейс edbrowse, або філософія командного рядка загалом.
Версія 2 надала обмежену підтримку JavaScript за допомогою власного інтерпретатора JavaScript, але підтримка постійно змінюваного стандарту клієнтського JavaScript була непрактичною, тому 2008 року Карл написав версію 3, що містить відкритий Spider Monkey JavaScript-рушій, який також використовується браузером FireFox. Це надає edbrowse покращений рівень підтримки JavaScript та забезпечує доступ до більшої кількості вебсайтів, хоча повна об'єктна модель документа досі у розробці.

## Зовнішні послання
- Домашня сторінка Edbrowse [Архівовано 10 грудня 2015 у Wayback Machine.], підтримувана Крісом Браноном
- Філософія командного рядка, Карл Дальке